# Iker Galartza
Iker Galartza (Amezketa, Guipúscoa, 1977) és un actor i guionista basc.

## Filmografia

### Actor
- Euskolegas (2009 - actualitat).
- Vaya Semanita (2006 - actualitat).
- Goenkale (1994).

### Guionista
- Goenkale (1994).

## Teatre
- Poxpolo ta Mokolo pailazoak (1995-2016).
- Erreleboa (Talo teatroa).